# 鳥海龍秀俊
鳥海龍 秀俊（ちょうかいりゅう ひでとし、1965年5月19日 - ）は、山形県飽海郡遊佐町出身で鏡山部屋に所属した元大相撲力士。本名は佐藤 秀俊（さとう ひでとし）。身長181cm、体重183kg。最高位は東十両9枚目（1993年11月場所）。得意技は突き、押し。血液型はB型。

## 経歴
中学卒業と同時に鏡山部屋に入門し、1981年3月場所に初土俵を踏んだ。最初は出身地に因んだ遊佐を名乗って土俵に上がり、三段目までは順調に出世したものの、怪我のため1986年3月場所から5場所連続で休場して序二段下位まで落ちるなど苦労した。休場中に験直しとして四股名を本名の佐藤に戻し、復帰した1987年1月場所場所で序二段優勝を飾る。場所後の打ち上げで烏龍茶を飲んでいる際に四股名の着想を得て、自身に対する復帰祝いも兼ねて翌3月場所から鳥海龍に改名。この打ち上げの際に師匠の鏡山からはかつて部屋に所属していた兄弟子の元十両・佐ノ藤清彦に因んで「二代目佐ノ藤を襲名しようか?」とからかわれたという。元々鏡山は四股名にあまり拘りが無かったため「師匠に任せたら恥をかいてしまう」と焦り、咄嗟に自身で四股名を考え出したとも伝わる。徐々に突き押しに威力が増し、幕下上位でも勝ち越せるようになり1993年7月場所に十両に昇進した。しかし、やや立合いが遅かったところがあり、十両ではなかなか本来の相撲が取れず4場所在位したのみで1994年3月場所に幕下に陥落した。幕下陥落後は怪我のため低迷し、三段目の土俵が長く続いた。現役晩年は三段目と序二段を往復する生活が続き、2000年1月場所を最後に現役を引退した。引退後は鏡山部屋のマネージャーを務めた。
引退後の2000年11月に郷里のイベントで化粧廻しなど現役時代の品々を展示することになったが、なぜか断髪した髷のみが盗まれる事件に巻き込まれた。

## 主な戦績
- 生涯成績：401勝360敗62休  勝率.527
- 十両成績：27勝33敗  勝率.450
- 現役在位：114場所
- 十両在位：4場所
- 各段優勝
  - 序二段優勝：1回（1987年1月場所）

### 場所別成績
| | 一月場所 初場所（東京）   | 三月場所 春場所（大阪） | 五月場所 夏場所（東京） | 七月場所 名古屋場所（愛知） | 九月場所 秋場所（東京）   | 十一月場所 九州場所（福岡） |
| --- | ------------------------- | ----------------------- | ----------------------- | --------------------------- | ------------------------- | --------------------------- |
| 1981年 （昭和56年） | x                         | （前相撲）              | 東序ノ口34枚目 5–2      | 東序二段108枚目 6–1         | 西序二段40枚目 3–4        | 東序二段54枚目 4–3          |
| 1982年 （昭和57年） | 東序二段34枚目 4–3        | 西序二段15枚目 2–5      | 西序二段40枚目 5–2      | 西序二段5枚目 4–3           | 西三段目82枚目 5–2        | 東三段目44枚目 3–4          |
| 1983年 （昭和58年） | 東三段目59枚目 3–4        | 西三段目79枚目 4–3      | 西三段目58枚目 4–3      | 東三段目47枚目 3–4          | 西三段目64枚目 4–3        | 東三段目48枚目 1–4–2        |
| 1984年 （昭和59年） | 東三段目77枚目 6–1        | 東三段目23枚目 5–2      | 西幕下54枚目 3–4        | 東三段目4枚目 5–2           | 西幕下42枚目 3–4          | 東幕下55枚目 2–5            |
| 1985年 （昭和60年） | 西三段目24枚目 5–2        | 西幕下55枚目 5–2        | 西幕下33枚目 1–6        | 東三段目4枚目 3–4           | 東三段目17枚目 5–2        | 東幕下49枚目 4–3            |
| 1986年 （昭和61年） | 西幕下32枚目 4–3          | 東幕下22枚目 0–2–5      | 西幕下57枚目 0–1–6      | 西三段目33枚目 休場 0–0–7   | 東三段目84枚目 休場 0–0–7 | 東序二段36枚目 休場 0–0–7   |
| 1987年 （昭和62年） | 西序二段97枚目 優勝 7–0   | 東三段目88枚目 5–2      | 西三段目64枚目 4–3      | 西三段目47枚目 4–3          | 東三段目32枚目 4–3        | 西三段目16枚目 5–2          |
| 1988年 （昭和63年） | 東幕下59枚目 5–2          | 西幕下36枚目 3–4        | 東幕下47枚目 2–5        | 東三段目10枚目 3–4          | 西三段目24枚目 5–2        | 東幕下55枚目 3–4            |
| 1989年 （平成元年） | 西三段目8枚目 4–3         | 西幕下56枚目 4–3        | 東幕下42枚目 4–3        | 西幕下32枚目 3–4            | 西幕下42枚目 4–3          | 西幕下28枚目 4–3            |
| 1990年 （平成2年） | 東幕下23枚目 4–3          | 東幕下17枚目 5–2        | 東幕下7枚目 0–7         | 西幕下42枚目 5–2            | 東幕下24枚目 1–6          | 東幕下47枚目 3–4            |
| 1991年 （平成3年） | 西幕下60枚目 3–4          | 西三段目12枚目 2–5      | 西幕下37枚目 6–1        | 東幕下57枚目 5–2            | 西幕下36枚目 4–3          | 東幕下25枚目 6–1            |
| 1992年 （平成4年） | 東幕下10枚目 4–3          | 西幕下6枚目 3–4         | 西幕下12枚目 5–2        | 西幕下4枚目 2–5             | 西幕下15枚目 3–4          | 東幕下21枚目 3–4            |
| 1993年 （平成5年） | 西幕下29枚目 5–2          | 西幕下18枚目 6–1        | 東幕下4枚目 5–2         | 西十両12枚目 7–8            | 西十両13枚目 8–7          | 東十両9枚目 6–9             |
| 1994年 （平成6年） | 西十両12枚目 6–9          | 東幕下2枚目 休場 0–0–7  | 東幕下42枚目 休場 0–0–7 | 東三段目22枚目 3–4          | 東三段目41枚目 3–4        | 東三段目57枚目 5–2          |
| 1995年 （平成7年） | 東三段目25枚目 4–3        | 西三段目12枚目 5–2      | 東幕下45枚目 休場 0–0–7 | 西三段目25枚目 4–3          | 西三段目12枚目 2–5        | 東三段目39枚目 3–4          |
| 1996年 （平成8年） | 東三段目57枚目 3–4        | 東三段目72枚目 7–0      | 東幕下48枚目 3–4        | 東三段目2枚目 2–5           | 東三段目26枚目 4–3        | 東三段目13枚目 2–5          |
| 1997年 （平成9年） | 東三段目37枚目 2–5        | 東三段目62枚目 2–5      | 西三段目92枚目 3–4      | 東序二段10枚目 6–1          | 西三段目53枚目 3–4        | 東三段目73枚目 2–5          |
| 1998年 （平成10年） | 東三段目96枚目 4–3        | 西三段目77枚目 3–4      | 西三段目93枚目 3–4      | 東序二段9枚目 2–5           | 東序二段39枚目 5–2        | 西三段目99枚目 3–4          |
| 1999年 （平成11年） | 西序二段22枚目 2–5        | 東序二段48枚目 4–3      | 西序二段26枚目 3–4      | 東序二段42枚目 4–3          | 西序二段18枚目 5–2        | 西三段目83枚目 4–3          |
| 2000年 （平成12年） | 西三段目66枚目 引退 0–0–7 | x                       | x                       | x                           | x                         | x                           |
| 各欄の数字は、「勝ち-負け-休場」を示す。 優勝 引退 休場 十両 幕下 三賞：敢=敢闘賞、殊=殊勲賞、技=技能賞 その他：★=金星 番付階級：幕内 - 十両 - 幕下 - 三段目 - 序二段 - 序ノ口 幕内序列：横綱 - 大関 - 関脇 - 小結 - 前頭（「#数字」は各位内の序列） |                           |                         |                         |                             |                           |                             |

## 改名歴
- 遊佐 秀俊（ゆざ ひでとし）1981年3月場所-1986年5月場所
- 佐藤 秀俊（さとう-）1986年7月場所-1987年1月場所
- 鳥海龍 秀俊（ちょうかいりゅう-）1987年3月場所-2000年1月場所